# ウィズアウトアファイト (競走馬)
ウィズアウトアファイト（Without A Fight、2017年1月29日 - ）は、アイルランド生産・オーストラリア調教の競走馬。主な勝ち鞍は2023年のコーフィールドカップ、メルボルンカップ。

## 概要

### 3歳（2020年）
6月11日ニューベリー競馬場でデビューして3着。続いて7月27日レッドカー競馬場の条件戦にて初勝利を挙げた。
その後は8月16日ニューベリー競馬場の条件戦を勝利。9月3日ヘイドックパーク競馬場のハンデ戦を制して3連勝。10月2日のエルマーレスステークス(L)を3着とした。

### 4歳（2021年）
4月18日のジョンポーターステークス(G3)から始動して2着。続いて5月8日のバックハウンズステークス(L)を3着とした。その後はグロリアスステークス(G3)を8着、8月14日のジェフリーフリアステークス(G3)を4着としていた。
9月2日ヘイドックパーク競馬場のハンデ戦を勝利。同月24日のゴドルフィンステークス(L)を制してパターンレース初勝利を果たした。

### 5歳（2022年）
3月5日のドバイシティーオブゴールド(G2)から始動。3・4番手からの追走から直線で抜け出すも、フクムとの叩き合いで競り負けアタマ差の2着に敗れた。
その後は3月26日のドバイシーマクラシック(G1)にJRAオッズ11番人気で出走してシャフリヤールの12着と大敗した。
5月14日のアストンパークステークス(G3)を3着。6月11日のグランドカップステークス(L)で2022年初の勝利を挙げる。
7月9日のシルバーカップ(G3)に1番人気で出走。道中2番手の追走から直線入口で先頭に立つと食い下がる後続を尻目に突き放して3馬身半差の圧勝。グループ競走初制覇を果たした。
その後は9月23日のゴドルフィンステークス(L)で連覇を狙うも2着。11月1日のメルボルンカップ(G1)では4番人気で出走するも、ゴールドトリップから21.15馬身差の13着に惨敗した。その後は11月26日のジッピングクラシックに出走する予定だったが、骨折により回避している。

### 6歳（2022/2023シーズン）
5月27日のロードメイヤーズカップ(G3)から始動してグループ競走2勝目を挙げる。
続いて6月10日のQ22(G2)に1番人気で出走。後方4・5番手からの追走から大外を通って直線に入ると直線半ばで先頭に立って抜け出して1.89馬身差で快勝。グループ競走3勝目を挙げた。

### 7歳（2023/2024シーズン）
9月23日のアンダーウッドステークス(G1)に2番人気で出走。後方で待機するも流れが向かずにアリゲーターブラッドの6着に敗れた。
10月21日のコーフィールドカップ(G1)は4番人気での出走。道中は中団で前のウエストウインドブローズに照準を合わせての追走。中団までは内埒沿いを通っていたが、最終コーナーで馬群の外に持ち出されると、先に抜け出していたウエストウインドブローズとの叩き合いなり、これを0.2馬身差で下してG1初制覇を果たした。
11月7日のメルボルンカップ(G1)では3番人気の支持を集めての出走。発馬で後手を踏んだが、すぐさま内埒沿い付ける。先頭から14・15馬身差の中団後方寄りの位置取りで中間点を通過。直線入口で馬群が横一線に大きく広がり、内埒沿いから馬群の真ん中に持ち出されから抜け出して、ソウルコムの追撃を2.25馬身差で封じて快勝。二度目のG1制覇を豪州競馬の祭典で果たした。また、コーフィールドカップとメルボルンカップを連勝したことにより、2001年のエセリアル以来の史上12頭目のカップダブルの快挙を成し遂げた。
その後は腱の負傷が判明して、秋は休養することになった。

### 8歳（2024/2025シーズン）
11月9日のチャンピオンズステークス(G1)で実践復帰して4番人気で出走。追い込んでヴィアシスティーナから4.75馬身差の3着に入った。
その後は12月8日の香港ヴァーズ(G1)にHKJC・JRAオッズ共に2番人気の支持を受けるもジアヴェロットの12着と大敗した。
5月15日のバリアトライアルで1着になるも出血が見られたことで現役を引退することとなった。

## 血統表
| ウィズアウトアファイトの血統 | ウィズアウトアファイトの血統                     | ウィズアウトアファイトの血統                     | （血統表の出典）                                 | （血統表の出典） |
| 父系                         | サドラーズウェルズ系                             | サドラーズウェルズ系                             | サドラーズウェルズ系                             |                  |
| 父 Teofilo 鹿毛 2004         | 父の父Galileo 鹿毛 1998                          | Sadler's Wells                                   | Northern Dancer                                  | Northern Dancer  |
| 父 Teofilo 鹿毛 2004         | 父の父Galileo 鹿毛 1998                          | Sadler's Wells                                   | Fairy Bridge                                     |                  |
| 父 Teofilo 鹿毛 2004         | 父の父Galileo 鹿毛 1998                          | Urban Sea                                        | Miswaki                                          | Miswaki          |
| 父 Teofilo 鹿毛 2004         | 父の父Galileo 鹿毛 1998                          | Urban Sea                                        | Allegretta                                       |                  |
| 父 Teofilo 鹿毛 2004         | 父の母Khor Sheed 鹿毛 1998                       | Danehill                                         | Danzig                                           | Danzig           |
| 父 Teofilo 鹿毛 2004         | 父の母Khor Sheed 鹿毛 1998                       | Danehill                                         | Razyana                                          |                  |
| 父 Teofilo 鹿毛 2004         | 父の母Khor Sheed 鹿毛 1998                       | Saviour                                          | Majestic Light                                   | Majestic Light   |
| 父 Teofilo 鹿毛 2004         | 父の母Khor Sheed 鹿毛 1998                       | Saviour                                          | Victorian Queen                                  |                  |
| 母 Khor Sheed 栗毛 2008      | 母の父Dubawi 鹿毛 2002                           | Dubai Millennium                                 | Seeking The Gold                                 | Seeking The Gold |
| 母 Khor Sheed 栗毛 2008      | 母の父Dubawi 鹿毛 2002                           | Dubai Millennium                                 | Colorado Dancer                                  |                  |
| 母 Khor Sheed 栗毛 2008      | 母の父Dubawi 鹿毛 2002                           | Zomaradah                                        | Deploy                                           | Deploy           |
| 母 Khor Sheed 栗毛 2008      | 母の父Dubawi 鹿毛 2002                           | Zomaradah                                        | Jawaher                                          |                  |
| 母 Khor Sheed 栗毛 2008      | 母の母Princess Manila 鹿毛 1990                  | Manila                                           | Lyphard                                          | Lyphard          |
| 母 Khor Sheed 栗毛 2008      | 母の母Princess Manila 鹿毛 1990                  | Manila                                           | Dona Ysidra                                      |                  |
| 母 Khor Sheed 栗毛 2008      | 母の母Princess Manila 鹿毛 1990                  | Halo's Princess                                  | Halo                                             | Halo             |
| 母 Khor Sheed 栗毛 2008      | 母の母Princess Manila 鹿毛 1990                  | Halo's Princess                                  | Taberet                                          |                  |
| 母系(F-No.)                  | Crab Mare(FN:9-C)                                | Crab Mare(FN:9-C)                                | Crab Mare(FN:9-C)                                |                  |
| 5代内の近親交配              | Northern Dancer：S4×S5×M5, Mr. Prospector：S5×M5 | Northern Dancer：S4×S5×M5, Mr. Prospector：S5×M5 | Northern Dancer：S4×S5×M5, Mr. Prospector：S5×M5 |                  |